# WASP-13b
WASP-13b는 2008년 발견된 외계 행성이다. WASP-13b는 황백색 주계열성 WASP-13의 주위를 돌고 있다.

## 물리적 특징
WASP-13b의 질량은 목성의 절반 정도이나, 어머니 항성의 열기 때문에 행성의 대기는 부풀어 올라 있으며 그로 인해 반지름은 목성보다 17퍼센트나 더 크다. 어머니 항성과의 거리는 0.0533 천문단위이며 행성의 1 공전주기는 4.35일이다. 표면 온도는 1,400 켈빈이다.

## 참고 문헌
- https://web.archive.org/web/20120307000706/http://www.superwasp.org/wasp_planets.htm
- http://exoplanet.eu/planet.php?p1=WASP-13&p2=b